# العلاقات الفلسطينية الكورية الشمالية
العلاقات بين فلسطين وكوريا الشمالية تشير إلى العلاقات الثنائية بين كوريا الشمالية وفلسطين.

## العلاقات السياسية
بدأت علاقات كوريا الشمالية مع منظمة التحرير الفلسطينية خلال عام 1970م. وكان كل من كيم إيل سونغ وياسر عرفات بينهما علاقة وثيقة وزادت مساعدات كوريا الشمالية للفلسطينيين بسبب هذه العلاقة. وتعترف كوريا الشمالية بسيادة فلسطين على جميع الأراضي التي يحتلها الكيان الصهيوني باستثناء مرتفعات الجولان التي تعتبرها جزءًا من سوريا. بدأ دعم كوريا الشمالية لمنظمة التحرير الفلسطينية في عام 1970، وتضمنت توريد كميات قليلة من الأسلحة والمساعدات العسكرية. وشملت أسلحة كورية الشمالية في الشرق الأوسط مساعدة إلى عدة فصائل يسارية والحركات الثورية مثل منظمة التحرير الفلسطينية والجبهة الشعبية لتحرير فلسطين والجبهة الديمقراطية لتحرير فلسطين. وواصلت كوريا الشمالية إرسال المساعدات والاسلحة إلى الفصائل الفلسطينية حتى في الفترة التي انفتحت الصين فيها تحت حكم دنغ شياو بينغ والإصلاحات السياسية في الاتحاد السوفيتي تحت ميخائيل غورباتشيف خلال عام 1980. وبعد سقوط الاتحاد السوفياتي، انخفض تورط كوريا الشمالية في الصراع الإسرائيلي الفلسطيني وانتقلت كوريا الشمالية إلى تصدير الثورة إلى البراغماتية وتركت إرسال السلاح إلى المنظمات الفلسطينية. ولكن واصلت كوريا الشمالية دعم القضية الفلسطينية سياسيا، وأدانة بشدة كل الأعمال الإسرائيلية بالمنطقة.وفي حرب إسرائيل على غزة في 2008 - 2009 كوريا الشمالية أدانة بشدة الإجراءات الإسرائيلية واعمال القتل للمدنيين. ووقتها ندد متحدث باسم وزارة الخارجية الكورية الشمالية قتل المدنيين العزل ووصفه بأنه جريمة ضد الإنسانية، فضلا عن تهديد عملية السلام في الشرق الأوسط. وفي اجتماع للجمعية العامة للأمم المتحدة قال ممثل كوريا الشمالية ان كوريا الشمالية «تؤيد تماما النضال الفلسطيني لطرد المعتدين الإسرائيليين من أراضيها واستعادة حقهم في تقرير المصير.» وفي عام 2010 عند الهجوم الإسرائيلي على اسطول الحرية بالقرب من بحر غزة وصفت وزارة الخارجية الهجوم بأنه جريمة ضد الإنسانية بتغطية من الولايات المتحدة، وايضا كرر البيان حق الفلسطينيين بتقرير مصيرهم.

## التمثيل الدبلوماسي
لدولة فلسطين سفارة في بيونغيانغ، بينما يقتصر التمثيل الدبلوماسي الكوري الشمالي عبر سفارتها في القاهرة.
في 9 يوليو 2017، سلّم ما دونغ شي نسخة من أوراق اعتماده سفيرًا غير مقيم لجمهورية كوريا الديمقراطية الشعبية لدى دولة فلسطين.